# Душенина

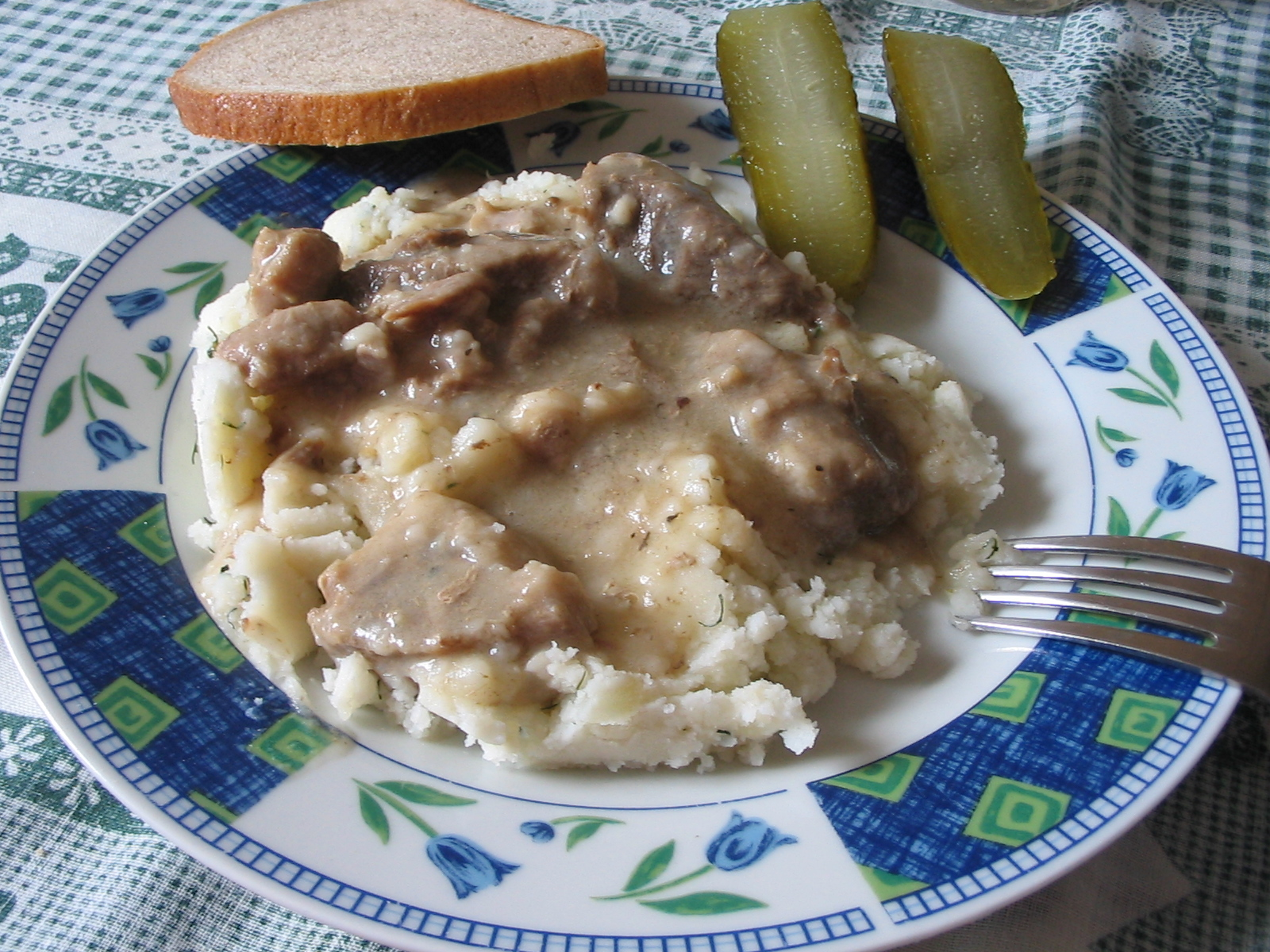
Душенина з телятини з відвареною картоплею та квашеним огірком

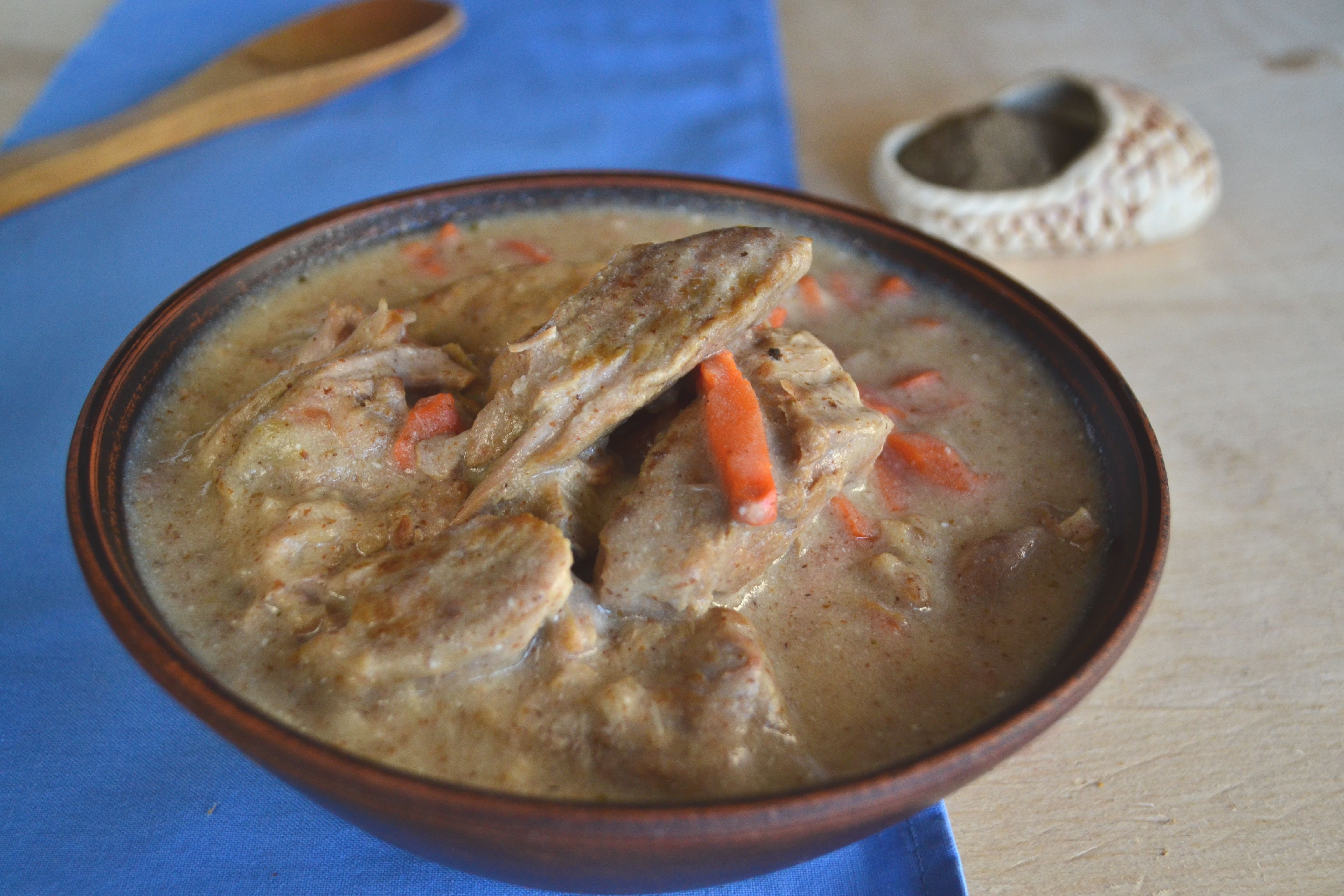
Душенина

Душени́на — старовинна українська страва, приготовлена з м'яса домашньої худоби, птиці чи їх суміші, овочів, прянощів та заправлена борошном.
Щоб приготувати душенину, м'ясо (переважно свинину) різали на шматки середньої величини, обвалювали у борошні, складали у горщик, заливали окропом або м'ясною юшкою, нерідко сироваткою або сметаною, іноді до юшки додавали сирівець, клали сиру цибулю, моркву, спеції, сіль і тушкували до готовності. Їли з вареною картоплею, кашею, щедро поливаючи їх підливою, варениками (пирогами) з картоплею. Іноді душенину й готували разом з картоплею, тоді ця страва називалася «душенина з картоплями». Для традиційної української кухні душенина була характернішою, ніж печеня або смаженина. Спосіб її приготування — тушкування, що відбилося і у назві страви «душенина».
Ця страва була досить поширена і зустрічалася здебільшого у святковій трапезі. Без неї не обходилося жодне весілля, хрестини, поминки, готували її й на інші великі свята.